# メンブレンスイッチ

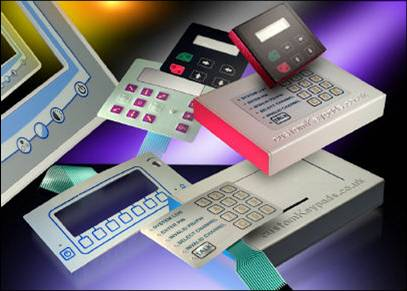
メンブレンスイッチが使用されている電子機器のイメージ

メンブレンスイッチ（Membrane switch）は、上部接点シートと下部接点シートと呼ばれる2枚のPETフィルムの間に、スペーサーをはさんで貼り合わせ、さらにその上に表面シートと呼ばれるデザイン印刷したPETフィルムを貼り合せた部品。
家電製品や検査装置などのボタンとして、幅広く利用されている。
このスペーサーによって上下の接点シートを絶縁し、接点印刷部分を上から押すことで導通するという構造で、シートスイッチとも呼ばれる。
上下接点シートに印刷された導電インク（銀ペースト、カーボン）などによって電気を導通させる。
表面にシートを貼ることで防滴性、防塵性に優れている。さらに加工を施すことにより防水性を高めることも可能。

## 部材
| 製品名         | 詳細 |
| -------------- | --- |
| 表面シート     | 直接さわる部分。エンボスのついたもの、平らなもの、ざらざらしたもの、つるつるしたもの等、用途に応じて様々に加工することが可能。                                                              |
| 上部接点シート | PETフィルムに導電インク（銀ペースト、カーボンペースト）を印刷。 |
| スペーサー     | 「上部接点シート」と、「下部接点シート」を絶縁するためのもの。通常、PETフィルムの両面に糊が付いたものを使用。                                                                               |
| 下部接点シート | 「上部接点シート」と同じく、PETフィルムに導電インクを印刷したもの。表面シート、上部接点シート、スペーサー、下部接点シートを貼り合わせたメンブレンスイッチは、キーボードにも使用されている。 |
| 裏面シート     | スイッチの裏側の粘着シート。この裏面シートによって、メンブレンスイッチを筐体へ貼り付ける。                                                                                                  |

### 導電インク・絶縁インク
導電インクの引き回し方には、「コモン」と「マトリックス」の2種類が存在する。
| 種類         | 詳細 |
| ------------ | --- |
| 1コモン      | スイッチ1つにつき、1つのピンが必要。また、もう1本グランドのピンがつくので、ピンの数は「スイッチの数+1」となる。 |
| マトリックス | ポリエステルフィルムに1本のピンを、いくつかのスイッチに共通して使用する。左の例では、3×4のマトリックス（12キー）に対しピンの数は7本となっている。マトリックスの方が1コモンよりピン数を少なくできるため、スイッチの数が多いときや、引き回しの面積が狭いときはマトリックスの方が適している。 |

また、インクは主に4種類に分けられる。
銀ペースト(ag)
- 抵抗値が低いので、導電用のインクとして用いられる。
- 環境の影響を受けやすく、酸化やマイグレーションを起こす可能性があるため、必ずカーボンやレジストによって保護する。

カーボンペースト(C)
- 酸化に強く、また低抵抗で導電性もある。銀ペーストの保護に用いられる。接点部、コネクタ接続部には不可欠。
- 接点部、コネクタ接続部位外にも、銀ペーストより少し太めに印刷して、銀ペースト印刷部分を覆い保護することも可能（オーバーラップ）。

ブレンド
- 銀ペーストにカーボンを混ぜた導電インク。
- 回路を保護するためのカーボンインクを印刷する必要が無く、印刷工程が減るため、価格が下がる。
- 耐久性が少し落ちるため、使用環境によっては不向きな場合がある。

レジスト（絶縁インク）
- 絶縁性が非常に良く、導電インクの酸化やマイグレーションの防止に用いられる。
- カーボンよりも導電インクの保護に優れているので、防水仕様等に適する。
- 引き回しの面積が狭く、カーボンペーストを太めに印刷できないとき（オーバーラップ出来ないとき）は、レジストで保護する。
- レジストを印刷する分工程が増えるので、価格は若干高くなる。
- ジャンパー回路で回路を絶縁するためにも用いられる。
- レジストを硬化させるには熱硬化とUV硬化の2方法がある。UV硬化は熱硬化より厚みが出せるため（約50μm）、のり印刷と併用することにより、スペーサーを使わなくても接点の絶縁が可能。